# وجهات نظر أرسطو عن النساء
كان لآراء أرسطو حولَ النساء تأثيرٌ على كل من المفكرين الغربيين وكذلك على المفكرين الإسلاميين الذين نقلوا عنه حتى نهاية العصور الوسطى مما أثر في تاريخ النساء بشكلٍ أو بآخر. وفقاً لفلسلفته السياسية؛ كانَ يرى أرسطو ضرورةً في أن تكونّ النساء خاضعاتٌ للرجال بحيثُ لا تكونُ لهنّ سلطة وفي نفسِ الوقت لا يصلنَ مرتبةِ العبيد. في السياق ذاته؛ كانَ يعتقد أرسطو أن على الزوج ممارسة «حُكمٍ سياسي» على الزوجة وربطَ ذلك بعدّة أسباب لعلّ أهمها أنّ على حدّ قولهِ أكثر اندفاعًا وأكثر عاطفةً وأكثر شكايةً بل وأكثر خداعًا.
من جهةٍ أخرى؛ أعطى أرسطو حقّ السعادة للنساء على السواء مع الرجال وأكد في خطابته بأنه لا سبيلَ لسعادة المجتمع دون سعادة النساء فيه، بينما كان أفلاطون أكثر انفتاحًا منه فيما يتعلق بالتساوي بين الجنسين، ذاكرًا بأنه من الصحيح أن النساء لا تملك قوة أو فعالية الرجال الجسمية، إلا أنهما يتشاركان في القوى العقلية، وعليهِ فيجب تعليم الرجال والنساء في مملكته الفاضلة بدون أي فروق، وهو ما يبدو أن أرسطو يُخالفه فيه. في إحدى نظريتة عن الميراث الجيني، اعتبرَ أرسطو أن الأم توفر عنصرًا ماديًا سلبيًا للطفل بينما يُقدم الأب عنصرًا نشطًا بشكل بشري فعال.

## الاختلافات بين الذكور والإناث
يَعتقد أرسطو أن النساء أقل شأنًا من الرجال فعلى سبيل المثال لا الحصر ينصّ أرسطو في كتابه السياسة على أن الذكر بطبيعته متفوقٌ على الأنثى و«الحاكم» هو الذكر و«المحكوم» هو الأُنثى.

## دور المرأة في الميراث الجيني

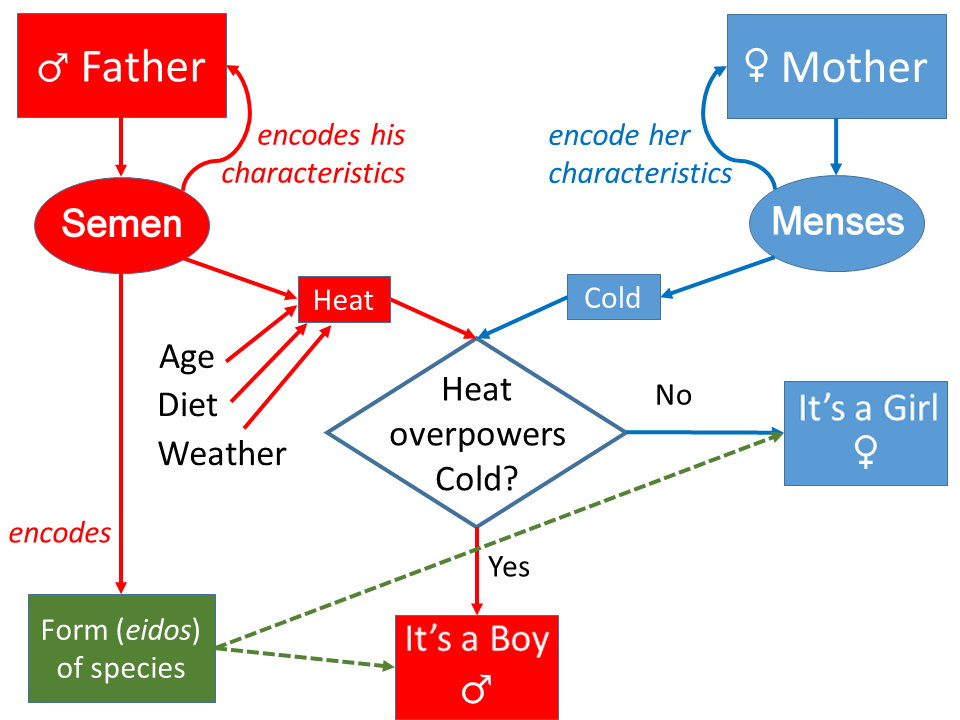
نموذج وراثي لانتقال الصفات الجينية من الأبوين للطفل (غير متماثل للأب والأم)